# Rocas Blancas
 Rocas Blancas (en idioma catalán: Roques Blanques) es un Lugar de Importancia Comunitaria situado en la provincia de Barcelona, Comunidad Autónoma de Cataluña, España, constituye una prolongación hacia poniente del macizo de Montserrat. Formado por un valle estrecho y cerrado, rodeado por las montañas del Bruc y de la Fembra Muerta y constituida básicamente por materiales paleozoicos. Rocas Blancas se caracteriza por el sustrato silicio, sin carbonatos, lo que aporta grandes peculiaridades al paisaje de este territorio. Los acantilados triásicos del valle son un exponente de la riqueza florística; destacan las comunidades de helechos y uñas de gato, propias de las regiones mediterráneas, muy raras en Cataluña.
El Espacio Natural Protegido de las Rocas Blancas fue incorporado al Plan de Espacios de Interés Natural (PEIN) de la Generalidad de Cataluña por el Decreto 328/1992. Asimismo, fue declarado por primera vez como LIC en 1997, ZEPA en el 2005 y, posteriormente, fue ampliado como espacio Natura 2000 mediante el Acuerdo de Gobierno 112/2006, del 5 de septiembre, que aprobó la red Natura 2000 en Cataluña. Asimismo, mediante el Plan especial se hizo la delimitación definitiva. Este Plan complementa el régimen normativo básico de protección establecido por el PEIN con determinaciones específicas para este Espacio.

## Medio físico

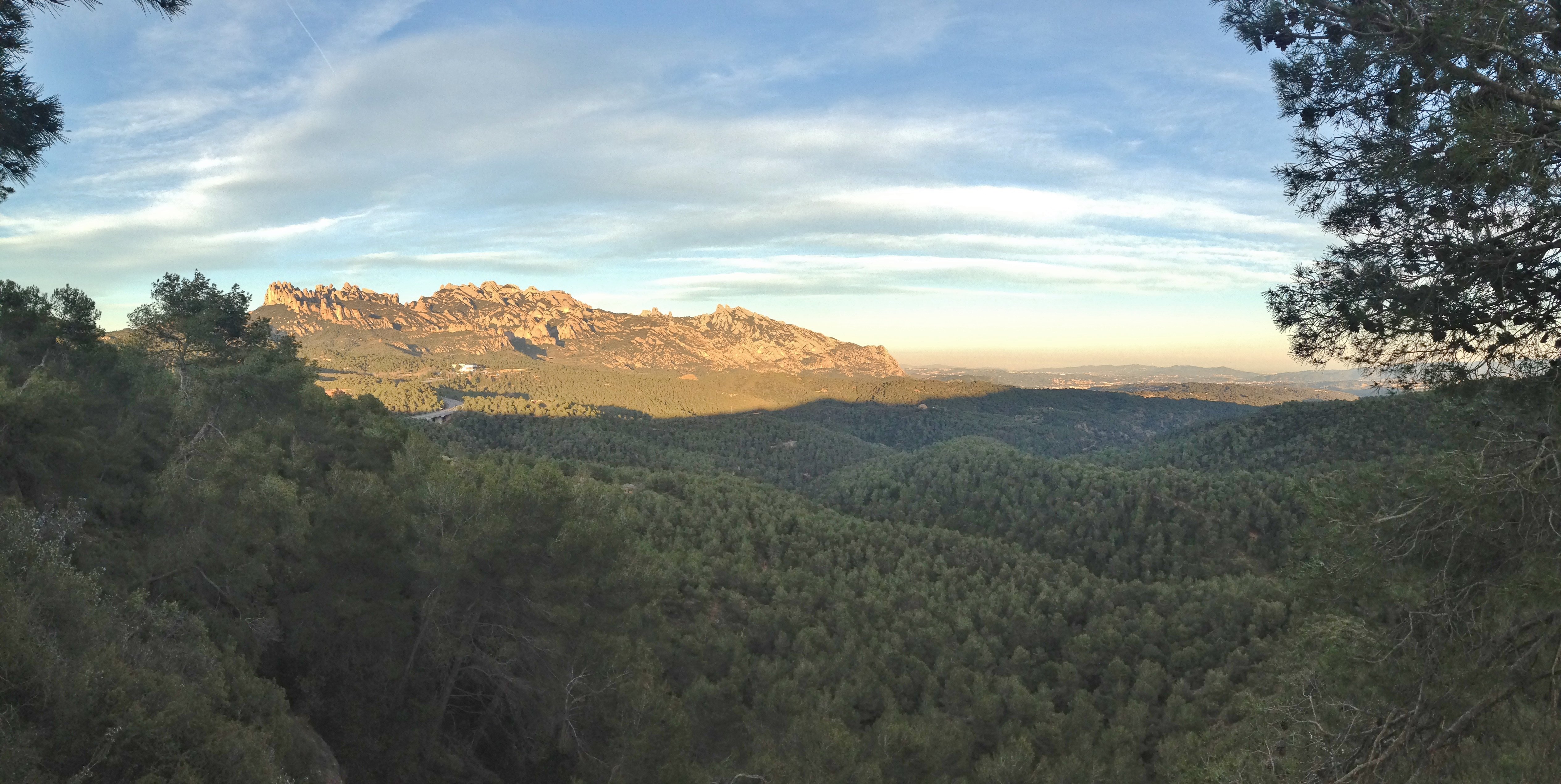
Rocas Blancas con Montserrat al fondo.

A pesar de la proximidad al macizo de Montserrat, el espacio presenta un sustrato silicio, sin carbonatos, y una situación estructural bien distinta que determinan algunas peculiaridades del paisaje de este territorio. El fondo de los torrentes permite aflorar las rocas paleozoicas subyacentes.

## Biodiversidad
En cuanto a la biodiversidad, en este Espacio natural hay que remarcar la importancia que supone disponer de acantilados triásicos, los cuales permiten que se desarrollen especies de flora de interés asociadas a las comunidades de helechos y del género sedum.

### Vegetación y flora
El paisaje está formado por un mosaico complejo de unidades de vegetación, algunas de las cuales de especial interés por sus valores naturales. Los acantilados del valle son un exponente de la riqueza florística del espacio, donde destacan las comunidades casmofíliques y silicícolas de helechos y del género sedum, muy raras en Cataluña. Las comunidades rupícolas guardan algunas especies, especialmente termófilas, de carácter excepcional para la flora catalana.
La singularidad florística se manifiesta en las laderas soleadas de la Fembra Muerta, donde tienen un papel importante los matorrales silicícolas de estepas y brezo blanco, caracterizadas por la abundancia de una leguminosa muy rara en la flora catalana, Adenocarpus telonensis. Asimismo, cabe resaltar la notable diversidad de la flora liquenológica y micológica.
En algunas hondonadas y umbrías más inaccesibles quedan fragmentos de encinares bien constituidos, así como bosques de ribera con recortes de bardaguerales, testigos del paisaje primitivo de este territorio que ha sido intensamente transformada por la acción antrópica.

### Fauna
La fauna de este espacio es similar a la del macizo de Montserrat, aunque no presenta algunos elementos de carácter tan rupícola. Ambos espacios constituyen un sistema continuo de gran interés. En cuanto a los pájaros, se encuentran especies como la paloma zurita (Columba oenas), el chotacabras (Caprimulgus europaeus), el búho chico (Asio otus), el bisbita campestre (Anthus campestris), el curruca mirlona (Sylvia hortensis) y el Escribano hortelano (Emberiza hortulana). Hay que tener en cuenta que las comunidades de lepidópteros tienen un gran valor, tanto por la diversidad como por la singularidad de algunas especies.